# Gil'ad Bloom
Gil'ad Bloom (* 1. března 1967, Tel Aviv) je bývalý izraelský profesionální tenista. Ve své kariéře na okruhu ATP World Tour vyhrál čtyři turnaje ve čtyřhře.
Na žebříčku ATP byl nejvýše ve dvouhře klasifikován v říjnu 1990 na 61. místě a ve čtyřhře pak v únoru 1992 na 62. místě. Trénoval jej Šlomo Zoref.
Izrael reprezentoval na Letních olympijských hrách v letech 1988 v Soulu a 1992 v Barceloně.

## Tenisová kariéra
Bloom se stal juniorským mistrem Izraele ve dvouhře, třikrát triumfoval na izraelském mistrovství v mužské dvouhře a dvakrát v mužské čtyřhře. V roce 1979 se také probojoval do finále prestižního žákovského turnaje Orange Bowlu v kategorii dvanáctiletých.
Na profesionální okruh ATP vstoupil v roce 1986 a účastnil se jej deset sezón. Během kariéry získal čtyři tituly v deblu, v lroce 1987 z turnajů v Tel Avivu a São Paulu a roku 1991 v Soulu a Umagu. Třikrát si zahrál finále dvouhry, a to v Tel Avivu (1989), Manchesteru (1990) a Singapuru (1991).
Za daviscupový tým Izraele nastupoval v letech 1986–1995.
Nejlepším výsledkem na Grand Slamu bylo osmifinále na US Open 1990, v němž nestačil na Ivana Lendla. Ve Wimbledonu 1991 prohrál s osmým hráčem světa Guyem Forgetem po pětisetové bitvě 6–2, 6–7(2), 5–7, 7–6(4), 4–6, přestože zahrál 171 vítězných míčů proti 168 Francouzovým.

## Finálové účasti na turnajích ATP World Tour
| Legenda (před/od 2009)                                              |
| Grand Slam (0–0)                                                    |
| Tennis Masters Cup / ATP World Tour Finals (0–0)                    |
| ATP Masters Series / ATP World Tour Masters 1000 (0–0)              |
| ATP International Series Gold / ATP World Tour 500 Series (0–0)     |
| ATP International Series / ATP World Tour 250 Series (0–3 D; 4–1 Č) |

### Dvouhra

#### Finalista (3)
| Č. | Datum           | Turnaj                | Povrch | Vítěz         | Výsledek      |
| -- | --------------- | --------------------- | ------ | ------------- | ------------- |
| 1. | 16. října 1989  | Open Tel Aviv, Izrael | tvrdý  | Jimmy Connors | 2–6, 6–2, 6–1 |
| 2. | 18. června 1990 | Manchester, UK        | tráva  | Pete Sampras  | 7–6, 7–6      |
| 3. | 22. dubna 1991  | Singapur              | tvrdý  | Jan Siemerink | 6–4, 6–3      |

### Čtyřhra

#### Vítěz (4)
| Č. | Datum             | Turnaj                   | Povrch | Spoluhráč            | Finalisté                      | Výsledek      |
| -- | ----------------- | ------------------------ | ------ | -------------------- | ------------------------------ | ------------- |
| 1. | 12. října 1987    | Tel Aviv, Izrael         | tvrdý  | Šachar Perkiss       | Wolfgang Popp Huub van Boeckel | 6–2, 6–4      |
| 2. | 9. listopadu 1987 | Sao Paulo, Brazílie      | tvrdý  | Javier Sanchez       | Tomas Carbonell Sergio Casal   | 6–3, 6–7, 6–4 |
| 3. | 15. dubna 1991    | Soul, Jižní Korea        | tvrdý  | Alexander Antonitsch | Kent Kinnear Sven Salumaa      | 7–6, 6–1      |
| 4. | 13. května 1991   | Croatia Umag, Chorvatsko | antuka | Javier Sanchez       | Richey Reneberg David Wheaton  | 7–6, 2–6, 6–1 |

#### Finalista (1)
| Č. | Datum         | Turnaj              | Povrch | Spoluhráč                    | Vítězové      | Výsledek |
| -- | ------------- | ------------------- | ------ | ---------------------------- | ------------- | -------- |
| 1. | 8. ledna 1990 | Auckland, Austrálie | tvrdý  | Kelly Jones Robert Van't Hof | Paul Haarhuis | 7–6, 6–0 |